# Neuromarketing
A  neuromarketing a marketingkommunikáció egy olyan területe, mely a marketingkutatások során  neuropszichológiai ismeretekre, eljárásokra alapozva igyekszik felmérni a fogyasztók szenzomotoros, kognitív és affektív válaszait a különböző ingerekre. Olyan technológiákat alkalmaz, mint például a funkcionális mágneses rezonancia (fMRI), az elektroenkefalográfia (EEG), vagy a nyugalmi állapotú topográfia (SST). Ezenkívül különböző, az alany fiziológiai állapotában - ideértve a szívritmust, légzésszámot és a galvanikus bőrreakciót - bekövetkező változások mérésére alkalmas érzékelőket is használ. Az arc kódolásán keresztül a fizikailag kifejezett érzelmek, a szemmozgás-követés által pedig az aktuálisan a figyelem középpontjába kerülő dolgok kerülhetnek rögzítésre. Az említett módszerek mindegyikének célja, hogy feltárja, mely agyi területek érintettek a vizsgált folyamatok során. 

## Koncepció
A neuromarketing és a pszichoanalízis-technikát alkalmazó marketing egy újkeletű módszer a fogyasztók megértéséhez. A Neuromarketinget a Big Data segítségével is alkalmazzák a modern hirdetési csatornák, például a közösségi hálózatok, a keresési magatartás és a webes elköteleződési minták megértésében.
A neuromarketing a mágneses rezonancia (MRI), az elektroencefalográfia (EEG), a biometria, az arckódolás, a szemkövetés és más technológiák használatával dolgozik, hogy feltárja, miként reagálnak a fogyasztók a bemutatott termékekre, az azokhoz kapcsolódó egyéb ingerekre. A neuromarketing a fogyasztók agyában végbemenő tudattalan információfeldolgozást vizsgálja. 
Az emberi döntéshozatal mind tudatos, mind nem tudatos folyamatokon keresztül is megvalósulhat. A nem tudatos információk nagy befolyással bírnak a döntéshozatali folyamatra. A szokásos piackutatásokat, például a fókuszcsoportokat vagy felméréseket általában a viselkedés és a döntéshozatal megértéséhez használják. Azonban a gyakorlat azt mutatja, hogy ezen piackutatási eredmények nem mutatnak egyezést a célpiac által a vásárlás során mutatott tényleges viselkedéssel. A neuromarketing ezzel szemben inkább az MRI és az EEG használatára összpontosít, amely eljárások az  agyi elektromos aktivitást és a véráramlást mérik. A piackutatók ezt az információt használják annak megállapítására, hogy a termékek vagy hirdetések stimulálják-e a pozitív érzelmekhez kapcsolódó agyi területeket. A neuromarketing koncepciója tehát azért lett bevezetve, hogy lehetővé váljon a termékekhez, reklámokhoz és a döntéshozáshoz kapcsolódó fontosabb emberi érzelmek és viselkedési minták tanulmányozása.
Az emberi megismerés és viselkedés fokozottabb megértése a biológiai és a társadalomtudományok integrációjához vezetett. A neuromarketing fogalma ötvözi a marketinget, a pszichológiát és az idegtudományokat. A fogyasztók magatartása mostanra mind az egyéni tudatos döntések, mind pedig a mögöttes agyi aktivitások szintjén  vizsgálhatóvá vált. A megfigyelt neurális folyamatok pontosabb előrejelzést nyújtanak az önbeszámoláson alapuló adatokhoz képest. A neuromarketing képes mérni a branding és a piaci stratégiák hatásait még azelőtt, hogy azt valódi fogyasztók megcélzására használnák fel.

## Eljárás
Egy adott terméket reklámozó szervezet számára az első lépés az arra vonatkozó információk gyűjtése, hogy a célpiac vajon miként is reagálna a termékre. Az ilyen kutatások hagyományos módszerei közé tartoznak a fókuszcsoportok, vagy a javasolt termék jellemzőinek értékeléséhez használt felmérések. Ez a kutatási módszer viszont nem ad információt fogyasztó nem-tudatos érzelmeiről. Az ilyen típusú vizsgálatokban alkalmazott konvencionális kutatási módszerek egy része a szívizom aktivitásának (EKG) és a dermisz (AED) elektromos aktivitásának mérése.
A neuropszichológia betekintést enged az egyének között megfigyelhető különbségekbe három, az agyi aktivitást mérő noninvazív eljárás segítségével. Ezek közé tartozik elektroenkefalográfia (EEG), magnetoenkefalográfia (MEG), illetve a funkcionális mágneses rezonancia képalkotás (fMRI). Ezután a marketingesek megkezdhetik a termék reklámozását olyan módon, hogy az kielégítse a potenciális vevők igényeit a különböző választásokra vonatkozó predikciók felhasználásával.

## Kapcsolódó szócikk
- Tudatküszöb alatti befolyásolás

## Fordítás
Ez a szócikk részben vagy egészben  a   Neuromarketing című angol Wikipédia-szócikk ezen változatának fordításán alapul.  Az eredeti cikk szerkesztőit annak laptörténete sorolja fel. Ez a jelzés csupán a megfogalmazás eredetét és a szerzői jogokat jelzi, nem szolgál a cikkben szereplő információk forrásmegjelöléseként.